# Ekvalizátor
Az ekvalizátor a matematikában olyan halmaz, amelyen két vagy több függvény ugyanazt az értéket veszi fel. A fogalom általánosítható a kategóriaelméletben.

## Definíció
Legyenek X és Y halmazok, f és g pedig X-ből Y-ba menő függvények. Ekkor az f és g ekvalizátora az X azon x elemeinek halmaza, amikre f(x)=g(x). Képlettel:
{\displaystyle \operatorname {Eq} (f,g):=\{x\in X\mid f(x)=g(x)\}.}
Az ekvalizátort jelölése lehet Eq(f, g) vagy valamilyen variánsa (például kisbetűs eq). Kevésbé formális szövegekben kontextusban az { f = g } jelölés is használt.
A fenti definíció megfogalmazható kettő helyett tetszőleges számú függvényre is. Legyen F egy X-ből Y-ba menő függvényekből álló halmaz (nem feltétlenül véges). Ekkor az F elemeinek ekvalizátora az X azon x elemeiből áll, amikre bármely két f és g F-beli függvényre f(x)=g(x). Képlettel:
{\displaystyle \operatorname {Eq} ({\mathcal {F}}):=\{x\in X\mid \forall f,g\in {\mathcal {F}},\;f(x)=g(x)\}.}
Ha F = { f, g, h, ... }, akkor az ekvalizátor jelölhető az Eq( f, g, h, ...) jelöléssel, illetve informálisan { f = g = h = ···} jelöléssel is.
Ha F az üres halmaz, akkor a fenti feltétel üres, és az ekvalizátor a teljes X. Ha F egyetlen f elemből áll, a feltétel f(x)=f(x) lesz, ami az X valamennyi x elemére teljesül, így az ekvalizátor ismét a teljes X.

## Differenciakernel
Ha a függvények célján, azaz a fenti Y halmazon adott egy Abel-csoportstruktúra, akkor két f és g függvény ekvalizátora megegyezik az f − g különbségfüggvény kernelével, azaz a 0 elem ősképével. Emiatt használatos az ekvalizátorra a differenciakernel megnevezés is. Megfordítva, az f függvény kernelje megegyezik a zéró leképezéssel vett Eq(f, 0) ekvalizátorral.

## A kategóriaelméletben
A kategóriaelméletben az ekvalizátorok definícióját a halmazok kategóriájáról tetszőleges kategóriákra általánosítják.
Egy tetszőleges kategóriában legyenek X és Y objektumok, f és g pedig közöttük menő párhuzamos morfizmusok, azaz {\displaystyle f,g\in \mathrm {Hom} (X,Y)}. Ekkor az f és g ekvalizátora az {\displaystyle X\rightrightarrows Y} diagram limesze.
Konkrétabban fogalmazva, az ekvalizátor egy E objektumból és egy eq : E → X morfizmusból áll, amire teljesül, hogy {\displaystyle f\circ eq=g\circ eq}, továbbá bármely O objektumra és m : O → X morfizmusra, ha {\displaystyle f\circ m=g\circ m}, akkor létezik egy egyértelmű u : O → E morfizmus, amire {\displaystyle eq\circ u=m}.
Azt mondjuk, hogy az {\displaystyle m:O\rightarrow X} morfizmus ekvalizálja {\displaystyle f}-et és {\displaystyle g}-t, ha {\displaystyle f\circ m=g\circ m}.
Hangsúlyozzuk, hogy az ekvalizátor egy objektum és  egy belőle morfizmus együttese, nem csupán az objektum. Ugyanakkor mivel a morfizmus tartalmazza a forrására vonatkozó információt, az ekvalizátort gyakran azonosítják az eq morfizmussal. A halmazok kategóriájában ez a definíció visszaadja a fenti definíciót, ahol az eq : Eq(f,g) → X morfizmus pedig az ekvalizátor beágyazása X-be. Ugyanez igaz minden olyan kategóriában, ahol a differenciakernel értelmezhető.
Az ekvalizátor kategóriaelméleti definíciója könnyen általánosítható kettőnél több morfizmusra: egyszerűen egy nem kettő, hanem több párhuzamos nyílból diagram limeszét vesszük. Egyetlen morfizmus ekvalizátora is értelmes: ekkor eq egy tetszőleges izomorfizmus egy E objektumból X-be.
Valamivel fogósabb feladat nulla darab morfizmus ekvalizátorát definiálni. Naiv megközelítésben logikusnak tűnhet az X-ből és Y-ból álló, egyetlen nyilat sem tartalmazó diagram limeszét venni. Ez viszont nem a kívánt eredményt adja: ennek a diagramnak a limesze az X és Y produktuma. Könnyen látható, hogy például a halmazok kategóriájában a produktum és az ekvalizátor nem esnek egybe, így ez nem lehet a kívánt a definíció. Ehelyett azt kell észrevenni, hogy az ekvalizátordiagramok alapvetően X-re összpontosítanak: Y csak azért szerepel bennük, mert az a diagramban szereplő morfizmusok célja. Ha viszont nincsenek morfizmusok, akkor Y-ra sincs szükség, és a diagramnak elegendő csak X-ből állnia. Valóban, ekkor a limesz ismét csupán egy tetszőleges izomorfizmus egy E objektumból X-be.
Megmutatható, hogy az eq ekvalizátormorfizmusok minden kategóriában monomorfizmusok. Ha a megfordítás is igaz, azaz a kategória minden monomorfizmusa előáll mint ekvalizátor, akkor a kategóriát regulárisnak nevezzük. A reguláris monomorfizmusok azok a morfizmusok, amik előállnak mint morfizmusok egy tetszőleges halmazának ekvalizátora. Bizonyos szakszövegekben a reguláris monomorfizmus fogalma szigorúbb, és azokat a morfizmusokat jelenti, amik előállnak mint két morfizmus ekvalizátora. Teljes kategóriákban a reguláris monomorfizmus ezen két különböző definíciója egybeesik.
A kategóriaelméletben is alkalmazható a differenciakernel fogalma: valamennyi preadditív kategóriában fennáll Eq(f, g) = Ker(f - g).
Ha egy kategóriában léteznek szálszorzatok (visszahúzások) és produktumok, akkor léteznek ekvalizátorok is.

## Fordítás
- Ez a szócikk részben vagy egészben  az   Equaliser (mathematics) című angol Wikipédia-szócikk ezen változatának fordításán alapul.  Az eredeti cikk szerkesztőit annak laptörténete sorolja fel. Ez a jelzés csupán a megfogalmazás eredetét és a szerzői jogokat jelzi, nem szolgál a cikkben szereplő információk forrásmegjelöléseként.